# Avia B-158
Die Avia B-158 war ein tschechoslowakisches militärisches Mehrzweckflugzeug aus der zweiten Hälfte der 1930er Jahre.

## Entwicklung
Avias Konstrukteur Robert Nebesář projektierte 1935 das zweimotorige mittlere Bombenflugzeug B-58, für das als Antrieb zwei luftgekühlte Rk-17-Sternmotoren vorgesehen wurden. Im gleichen Jahr begann Avia mit der Lizenzproduktion des wesentlich leistungsstärkeren spanischen V-Motors HS 12Ydrs und so wurde 1936 beschlossen, das Flugzeug mit diesen Triebwerken als B-158 zu bauen. Daneben nahm Nebesář noch einige andere Änderungen vor: Das ursprünglich starre Fahrwerk wurde einziehbar gestaltet und das normale Leitwerk mit einfacher Seitenflosse durch ein Doppelleitwerk ersetzt. Die Tragfläche wurde so gestaltet, dass Mittelstück und Außenflächen einen Knickflügel bildeten.
Im Sommer 1938 wurde der Prototyp vollendet und nahm seine Flugerprobung auf. Bei Beginn der Sudetenkrise im Oktober und der nachfolgenden Besetzung der Tschechoslowakei im März 1939 waren die Tests noch nicht abgeschlossen und die B-158 wurde von der Besatzungsmacht übernommen. Im Sommer 1939 wurden die Flüge dann unter deutscher Aufsicht fortgesetzt. Da man nach deren Beendigung anscheinend keine weitere Verwendung für das Flugzeug hatte, wurde die B-158 schließlich verschrottet.

## Aufbau
Die B-158 war ein freitragender Tiefdecker in Ganzmetall-Halbschalenbauweise mit einem glattblechbeplankten Rumpf aus Duraluminium. Der dreiteilige Tragflügel mit trapezförmigen Grundriss bestand aus demselben Material, besaß hydraulisch zu betätigende Spreizklappen und wies einen Knick auf. In seinem Mittelstück waren vier Kraftstoffbehälter mit je 250 l Inhalt untergebracht. Die Aufklärerversion erhielt zur Steigerung der Reichweite noch zwei zusätzliche Tanks mit je 320 l im Rumpf. Das freitragende Leitwerk bestand aus der Höhenflosse und zwei Seitenflossen an deren Enden. Die Ruder waren stoffbespannte Metallkonstruktionen und verfügten über Trimmklappen. Das Fahrwerk wurde von den beiden zwischen Federbeinen gelagerten und nach hinten in die Motorgondeln einfahrbaren Haupträder und einem nicht einziehbaren Heckrad gebildet.

## Technische Daten

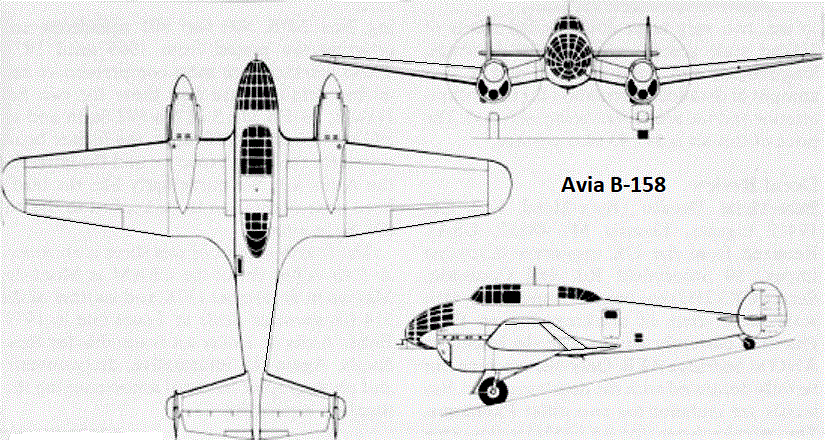
Dreiseitenansicht

| Kenngröße             | Daten |
| --------------------- | --- |
| Besatzung             | 3 (Aufklärer) oder 4 (Bomber) |
| Länge                 | 12 m |
| Spannweite            | 16 m |
| Flügelfläche          | 42,7 m² |
| Flügelstreckung       | 6,0 |
| Flächenbelastung      | 155 kg/m² |
| Leermasse             | 4300 kg |
| Startmasse            | normal 6600 kg maximal 7000 kg (Aufklärer) maximal 7260 kg (Bomber)                                                                                     |
| Antrieb               | zwei wassergekühlte Zwölfzylinder-V-Motoren Avia HS 12drs mit zwei dreiblättrigen Hispano-Hamilton-Verstellluftschrauben                                |
| Leistung              | je 860 PS (633 kW) in 3000 m Höhe |
| Kraftstoffvolumen     | 1000 l (Bomber) 1640 l (Aufklärer) |
| Höchstgeschwindigkeit | 365 km/h in Bodennähe 435 km/h in 4500 m Höhe |
| Steiggeschwindigkeit  | 7 m/s |
| Steigzeit             | 11 min auf 5000 m Höhe |
| Dienstgipfelhöhe      | 8500 m |
| Reichweite            | 1850 km (Aufklärer) 1000 km (Bomber) |
| Bewaffnung            | ein starres 7,7-mm-MG ein bewegliches 7,7-mm-MG im Rumpfrücken ein bewegliches 7,7-mm-MG im Rumpfboden (nur als Aufklärer)                              |
| Bombenlast            | 900–1000 kg: 500 kg an sechs Aufhängungen im Bombenschacht + eine 500-kg-Bombe im Bombenschacht oder zwei 200-kg-Bomben an Außenträgern unter dem Rumpf |